# Mansjour
En mansjour är en ideell krismottagning för män, vanligen finansierad av ideella bidrag och i vissa fall kommunala medel. Den ger ofta stöd till män som söker hjälp i samband med problem efter separation eller vårdnadstvister. Majoriteten av Sveriges mansjourer är anslutna till SMR (Sveriges Mansjourers Riksförbund), bildat 1990.
Exempel: Uppsala mansjour, Mansjouren i Stockholms län, Karlstads mansjour, Mansforum i Örebro och Mansjouren Västerbotten.